# 4602 Heudier
4602 Heudier este un asteroid din centura principală, descoperit pe 28 octombrie 1986 de CERGA.